# Slash Maraud
Slash Maraud foi uma série de histórias em quadrinhos em seis volumes publicada pela DC Comics de novembro de 1987 a abril de 1988. Ela foi escrita e desenhada, respectivamente, por Douglas (ou Doug) Moench e Paul Gulacy. A revista possuía o selo Suggested for mature readers por conter material típico de quadrinhos para adultos.